# Rathaus Galerie Essen
Die Rathaus Galerie Essen (1979 bis 2010 City Center Essen genannt) ist ein seit 1979 bestehendes und am 25. März 2010 unter anderem Namen neu eröffnetes Einkaufszentrum in der Essener Innenstadt in unmittelbarer Nähe zum Essener Rathaus.

## Geschichte
Die Baugenehmigung zur Brückenkonstruktion über den Porscheplatz, auf der das Einkaufszentrum entstehen sollte, wurde am 27. Februar 1978 erteilt. Durch diese Brücke sollte das etwas abseits der Innenstadt liegende Rathaus an diese enger angebunden werden. Der ursprüngliche, 1951 nach dem gerade verstorbenen Ferdinand Porsche benannte Porscheplatz entstand erst durch schwere Schäden aus dem Zweiten Weltkrieg.
Vor dem Krieg befand sich an der Stelle des Porscheplatzes, unterhalb der heutigen Rathaus Galerie, die Straße Schwarze Poth, in der sich von 1944 bis März 1945 das KZ-Außenlager Schwarze Poth befand. Häftlinge waren im Keller der nahen Gaststätte Grinzig schutzlos und ohne ausreichende Ernährung untergebracht. Sie mussten Bomben entschärfen und Trümmer beseitigen.
In der Nachkriegszeit wurde hier ein Omnibus- und Straßenbahnhof eingerichtet, den man von der Porschekanzel aus, abgehend von der Kettwiger Straße, bis hin zur Alten Synagoge überblicken konnte. Dieser ehemalige Porscheplatz wurde in erster Linie mit dem westlichen Parkhaus des Einkaufszentrums überbaut, worauf dann die Einbettung der Verkaufspassage folgte. Bis zur Umbenennung im Dezember 2009 in U-Bahnhof Rathaus Essen erinnerte noch der Name der U-Bahn- und Bushaltestelle an den Porscheplatz.
Am 22. März 1978 wurde der Grundstein für den Bau dieses ersten Einkaufszentrums in Essen gelegt, das am 17. November 1979, kurz nach Eröffnung des Rathauses, auf 26.000 m² mit damals 52 Geschäften eröffnet wurde. Die Bauleitung hatte die Group Shopping Service B.V. Amsterdam. Die Einkaufspassage erhielt den Namen City Center Essen.
Der erste Eigentümerwechsel fand im Februar 1982 durch den Verkauf an die Boden-Wert Grundstücksvermietungsgesellschaft & Co., Objekt Einkaufszentrum Essen statt. Es folgte im März 1990 der zweite Eigentümerwechsel durch den Verkauf an das britische Immobilienunternehmen Hammerson.
In der Nacht zum 2. Juni 1983 zerstörte ein Feuer, ausgelöst durch einen elektrischen Kurzschluss in einem Ladenlokal, zwölf Geschäfte des Einkaufszentrums vollständig und zog zwanzig weitere in Mitleidenschaft. Der Schaden wurde mit 20 Millionen DM beziffert.
Im Jahr 1993 begann die erste von bisher zwei großen Umbauphasen. Das Einkaufszentrum wurde auf seine heutige Größe von 30.000 m² erweitert und wurde um 28 neue Geschäfte ergänzt. Des Weiteren wurde der graue Beton durch Glas ersetzt sowie ein Glasdach über den Passagen eingerichtet. Die Umbaukosten wurden mit 90 Millionen DM angegeben.
2004 erfolgte der dritte Eigentümerwechsel, und zwar an die Credit Suisse Asset Management Immobilien Kapitalanlagegesellschaft, welche auch den Umbau zur Rathaus Galerie mit rund 30 Millionen Euro unterstützt hatte, sowie auch die Silberjubiläumsfeier zum 25-jährigen Bestehen.

### Umbau zur Rathaus Galerie 2008
Anfang April 2008 begann der Umbau zur heutigen Rathaus Galerie. Ziel war es, den Aufenthalt potentieller Konsumenten im Center zu verlängern und das Flanieren zu einem so genannten Erlebnis zu machen. Dazu wurde ein neuer Eingangsbereich gebaut, der die beiden ehemaligen Malls zu einer zusammenführt. Allein für den Bau dieses neuen Eingangsbereichs wurden über 320 Tonnen Stahl verbaut und eine großzügige Fassade aus unempfindlichem Glas errichtet, die mit einer Hintergrundbeleuchtung zum Besuch der Galerie einladen soll. Das Center erhielt einen neuen Bodenbelag sowie modernisierte Zugänge zu Parkhaus und Haltestellen der öffentlichen Verkehrsmittel.
Der gesamte Bereich direkt vor dem Rathaus wurde mit einem Glasdach überzogen um einen Platz für Veranstaltungen zu bieten. Damit wurde aus dem ehemaligen Nebeneingang des Rathauses ein neuer Haupteingang, der aber seit je her als solcher genutzt wurde. Denn der eigentliche Haupteingang an der südöstlichen Gebäudeecke konnte wegen meist starker Winde kaum genutzt werden.

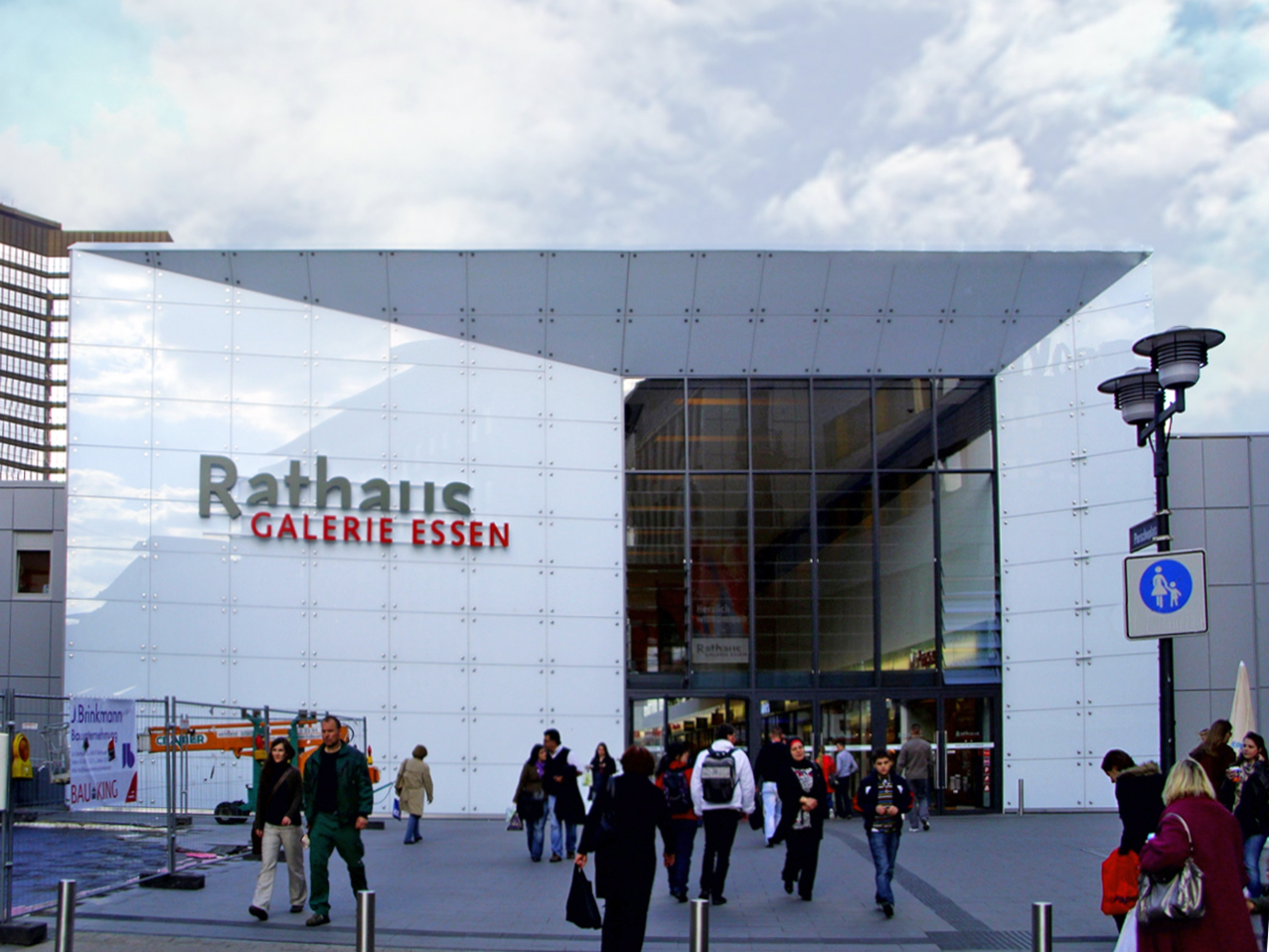
Östlicher Eingang von der Porschekanzel
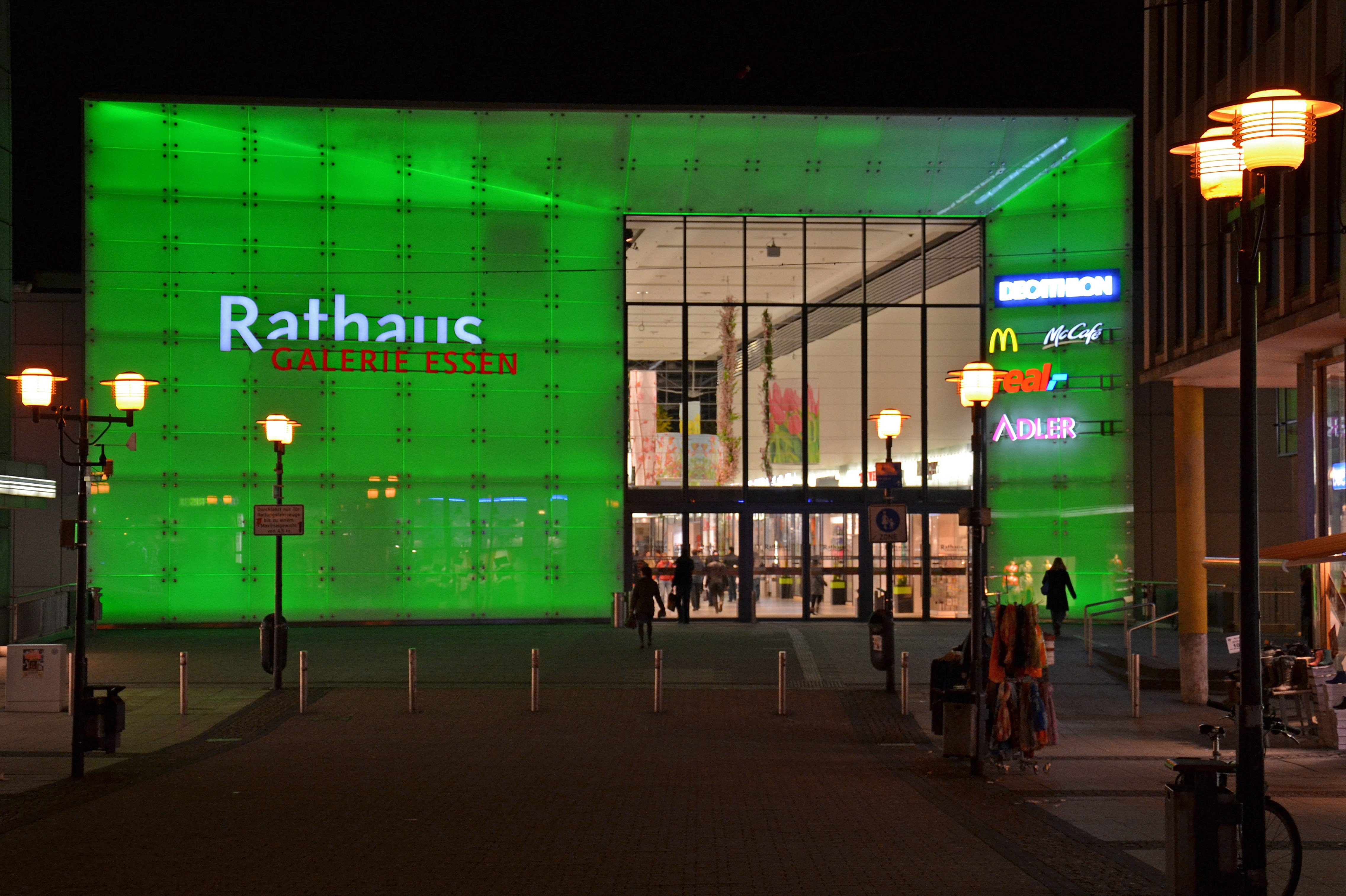
Eingangsbereich am Abend
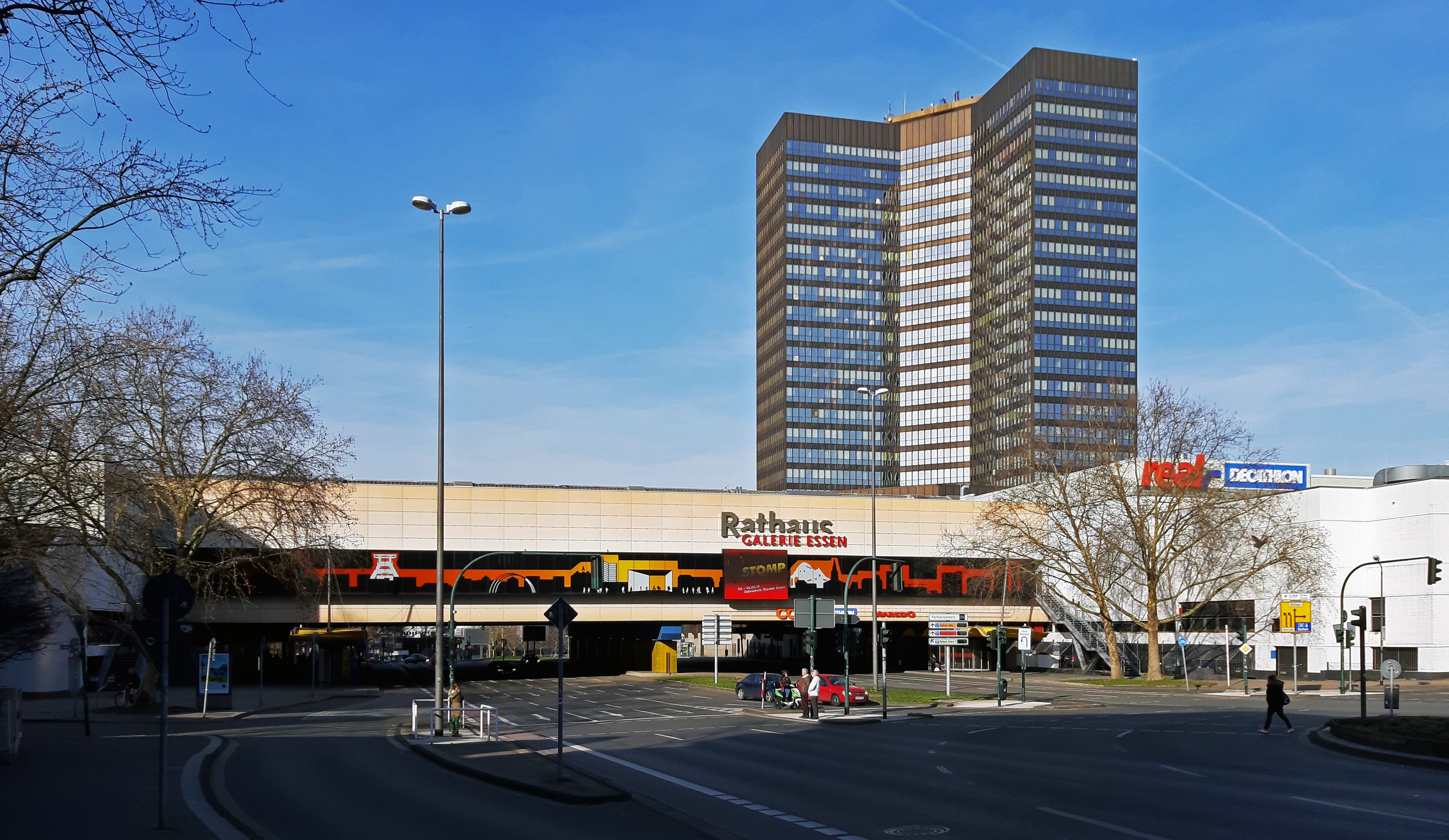
Südansicht von der Schützenbahn
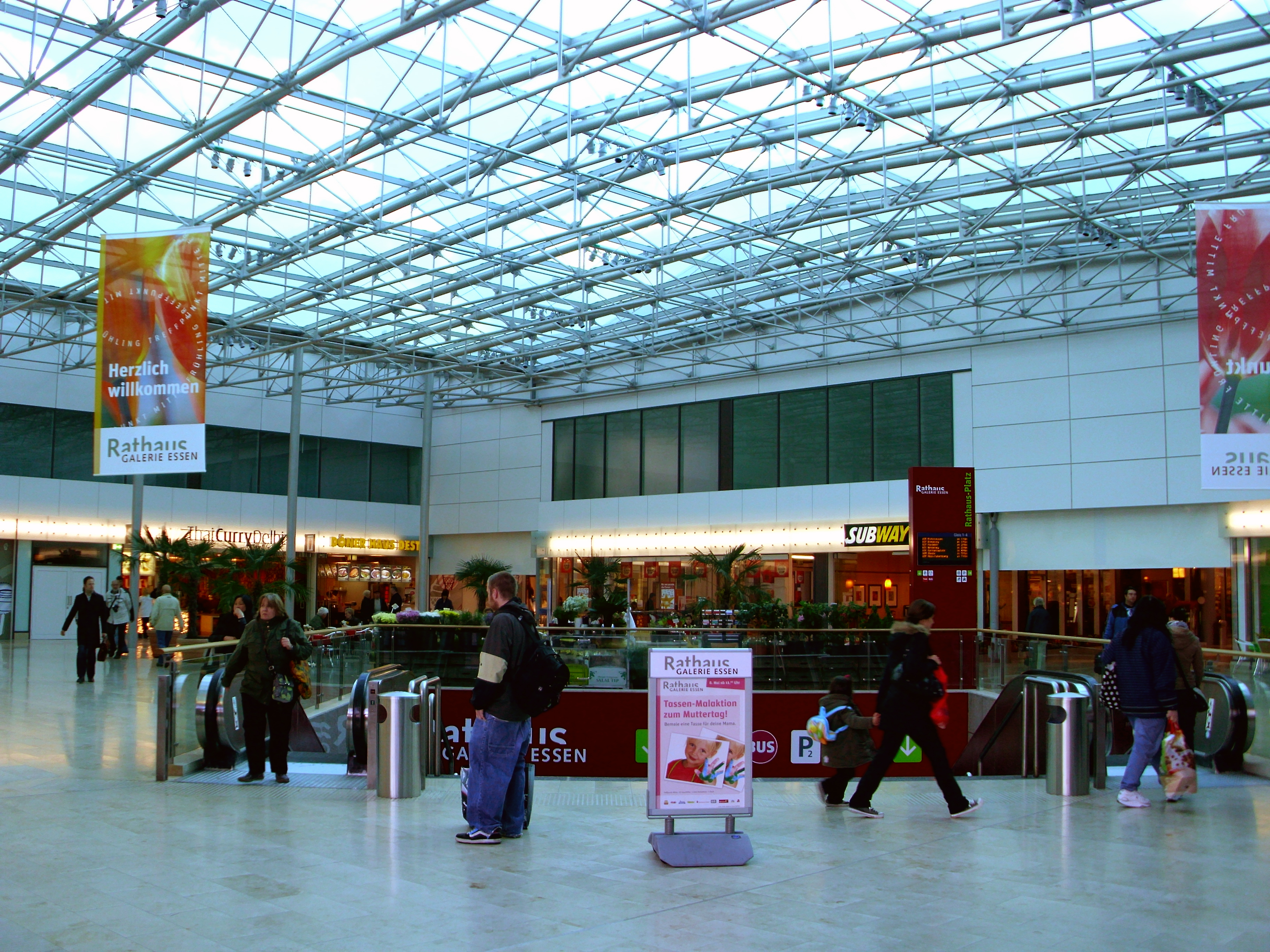
Blick vom Rathaus auf den Rathausvorplatz mit Glasüberdachung
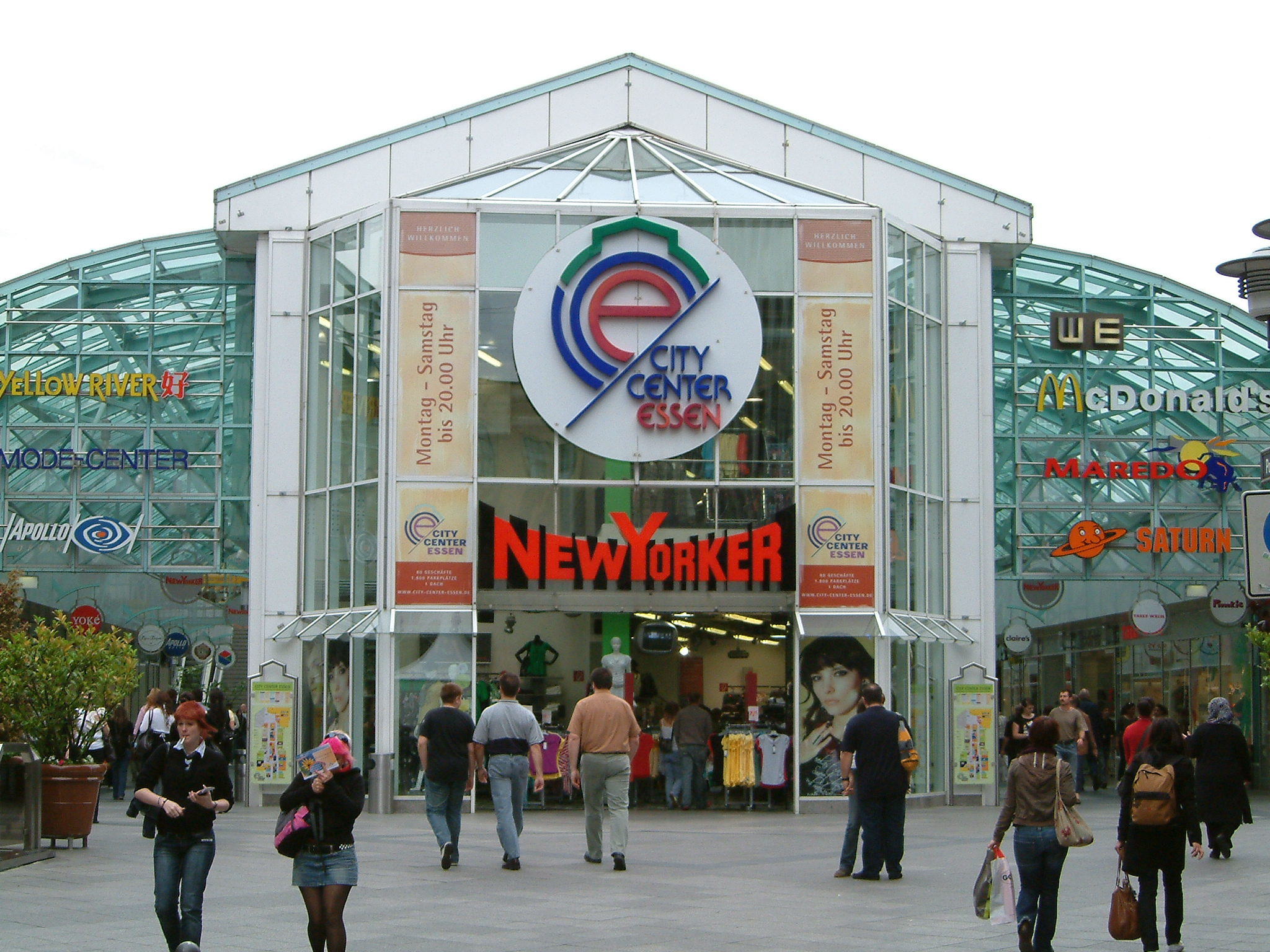
Eingang von der Porschekanzel zum damaligen City Center Essen (2007)

Am 25. März 2010 wurde die neue Rathaus Galerie offiziell eröffnet. Die Eröffnungsrede hielt Oberbürgermeister Reinhard Paß, begleitet von Grußworten des Vize-Präsidenten der Eigentümerin Credit Suisse, Wolfgang Dorn. Die Feier wurde mit anschließenden Veranstaltungen im Einkaufszentrum und einem Feuerwerk beendet.

### Eigentümerwechsel 2019
Im Sommer 2019 wurde der Investor Henderson Park gemeinsam mit der Hanseatischen Betreuungs- und Beteiligungsgesellschaft mbH (HBB) neuer Eigentümer des 31.000 Quadratmeter Mietfläche umfassenden Einkaufszentrums, das zu dieser Zeit rund zehn Millionen Besucher pro Jahr aufweist. Es ist ein neuer Umbau in Planung.